# Mauricio Leandro Osorio
Mauricio Leandro Osorio Rodríguez (La Habana, Cuba; 1987) es un periodista y escritor cubano-chileno, especializado en comunicación política y en la investigación de violaciones a los derechos humanos en Chile y la resistencia armada en Latinoamérica. En el año 2020 ganó el Premio Escrituras de la Memoria del Ministerio de las Culturas, las Artes y el Patrimonio en la categoría obra inédita por su libro Búlgaros, el ejército entrenado para matar a Pinochet (2021). Por esta misma obra ganó en 2022 el Premio Municipal de Literatura de Santiago, categoría Géneros Periodísticos.

## Carrera profesional
Estudió sus primeros años en Cuba y en 2009 comenzó a estudiar periodismo en la Universidad de Chile.[cita requerida]
 

Trabajó en Radio Nuevo Mundo, en la Deutsche Presse-Agentur y en el medio de comunicación digital El Desconcierto. En 2016 trabajó en Venezuela y en 2017 cubrió desde Colombia la implementación del Acuerdo de paz entre el gobierno colombiano y las FARC-EP. Desde el año 2016 ha trabajado en distintas agencias y compañías dedicadas al asesoramiento comunicacional y político, en Chile, Bolivia, Perú y Honduras.

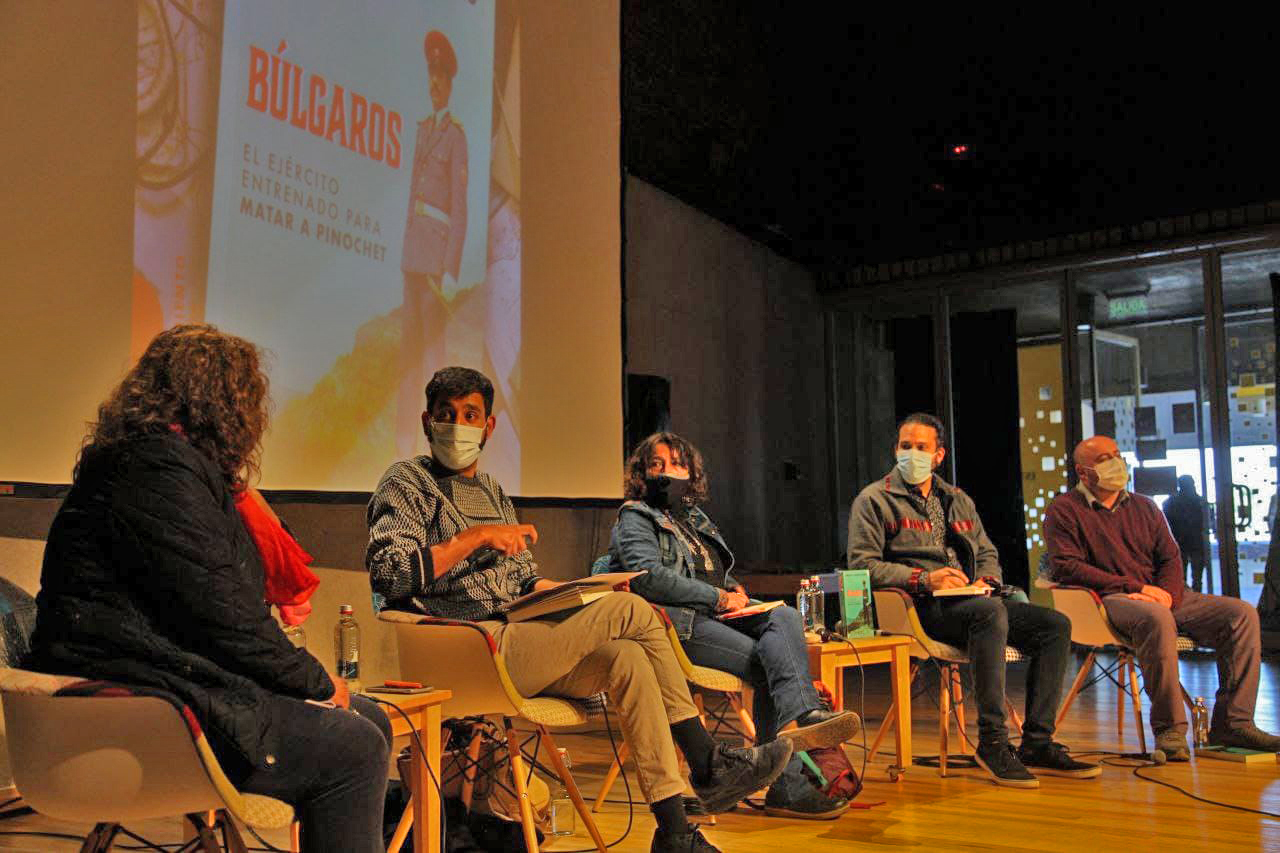
Osorio junto con el diputado Jorge Brito y la concejala de Valparaíso Alicia Zúñiga, en el lanzamiento del libro Búlgaros en el Parque Cultural de Valparaíso, noviembre de 2021.

En 2021 publicó el libro Búlgaros, el ejército entrenado para matar a Pinochet, una investigación periodística que reconstruye la historia de un grupo de jóvenes militantes del Partido Comunista enviados a la Bulgaria socialista a fines de los años setenta. Quien lideró este grupo fue José Joaquín Valenzuela Levi, comandante del Frente Patriótico Manuel Rodríguez, asesinado por agentes de la CNI en la Matanza de Corpus Christi. El trabajo ganó el Premio Escrituras de la Memoria del Ministerio de las Culturas, las Artes y el Patrimonio en 2020 y el Premio Municipal de Literatura de Santiago en 2022.

## Premios y distinciones
- Premio Edición Siglo XXI 2010 por el cuento La Magallanes.[4][cita requerida]
- Premio Escrituras de la Memoria 2020. (Categoría inédito).
- Premio Municipal de Literatura de Santiago 2022. (Categoría géneros periodísticos).

## Publicaciones
- Osorio, Mauricio Leandro (2021). Búlgaros, el ejército entrenado para matar a Pinochet. Santiago de Chile. ISBN 9789566063360.